# List z Polski
List z Polski (niderl. Brief uit Polen) – film dokumentalny w reżyserii Mariusza Pilisa poświęcony katastrofie smoleńskiej i wpływom Rosji w Europie Środkowo-Wschodniej. Film miał swoją premierę 25 października 2010 roku w holenderskiej telewizji publicznej VPRO w ramach serii "Atak na Europę" (niderl. De aanval op Europa). Żadna z polskich stacji telewizyjnych nie była skłonna do wyświetlenia go na swojej antenie.
W filmie przedstawiono m.in. wypowiedzi ekspertów sugerujące, że w śledztwie w sprawie katastrofy mogło dojść do manipulacji materiałem dowodowym oraz wypowiedzi przedstawicieli rodzin niektórych ofiar katastrofy. Autor krytykuje powierzenie Rosjanom pełnej odpowiedzialności za prowadzone dochodzenie, wskazując także na historię stosunków polsko-rosyjskich. Przytacza również fragmenty amatorskiego filmu Samolot płonie nakręconego telefonem komórkowym tuż po katastrofie. W filmie wypowiadają się: Władimir Bukowski, Wiktor Juszczenko, Zuzanna Kurtyka, Edward Lucas, Piotr Naimski, Andrzej Nowak, Jacek Trznadel, Tomasz Sakiewicz, Witold Waszczykowski, kpt Janusz Więckowski, Bronisław Wildstein oraz Przemysław Żurawski vel Grajewski. 
W Polsce premiera filmu odbyła się 23 listopada 2010 roku na Katolickim Uniwersytecie Lubelskim Jana Pawła II, ponadto był on rozpowszechniany w internecie (ok. 600 000 odsłon w serwisie YouTube w wersji z polskimi napisami), jako dodatek do nru 12 (920) "Gazety Polskiej" z 23 marca 2011 roku w nakładzie 139 300 egzemplarzy (na płycie CD) oraz jako dodatek do nru 18 (926) Gazety Polskiej z 4 maja 2011 roku (na płycie DVD, razem z filmem Zobaczyłem zjednoczony naród) w nakładzie 141 200 egzemplarzy.
19 grudnia 2010 roku odbył się pokaz filmu w Sydney, 27 lutego 2011 roku pokaz w Londynie, a 22 maja 2011 roku pokaz w Berlinie. 
5 kwietnia 2011 roku została wydana książka Mariusza Pilisa i Artura Dmochowskiego o tym samym tytule, stanowiąca rozszerzenie materiału filmowego.